# Liste von Militäroperationen der Vereinigten Staaten

Militäroperationen der Vereinigten Staaten nach dem Zweiten Weltkrieg:
Vereinigte Staaten von Amerika
„Unterstützungsmaßnahmen“
Luftangriffe
Militärintervention

Die Liste von Militäroperationen der Vereinigten Staaten zählt militärische Operationen der Vereinigten Staaten auf.

## Liste

### 1775 bis 1799
| Beginn        | Ende         | Region                                                                | Militäroperation |
| ------------- | ------------ | --------------------------------------------------------------------- | --- |
| 19. Apr. 1775 | 3. Sep. 1783 | Nordamerika                                                           | Amerikanischer Unabhängigkeitskrieg                                                                                        |
| 1776          | 1890         | Nordamerika                                                           | Indianerkriege |
| 1798          | 1800         | Atlantischer Ozean, Karibische See, Indischer Ozean und im Mittelmeer | Der Quasi-Krieg war ein unerklärter Seekrieg zwischen den Vereinigten Staaten und Frankreich auf verschiedenen Weltmeeren. |

### 1800 bis 1899
| Beginn        | Ende          | Region                        | Militäroperation |
| ------------- | ------------- | ----------------------------- | --- |
| 1801          | 1805          | Tunesien                      | Amerikanisch-Tripolitanischer Krieg |
| 18. Juni 1812 | 18. Feb. 1815 | Ost- und Zentralnordamerika   | Britisch-Amerikanischer Krieg |
| 1815          | 1815          | westliches Mittelmeer, Algier | Zweiter Barbareskenkrieg |
| 1838          | 1839          |                               | Aroostook-Krieg |
| 1846          | 1848          | Nordamerika                   | Texas bis 1836 bei Mexiko, dann Republik Texas, 1845 Anschluss an die USA. Mexikanisch-Amerikanischer Krieg: Annexion von Kalifornien, New Mexico, Arizona, Nevada, Utah sowie Teilen von Kansas, Colorado und Wyoming. Mexiko verlor etwa die Hälfte seines Gebiets.                                               |
|               |               | Japan                         | Commodore Matthew Perry erzwingt mit militärischer Gewaltandrohung die Öffnung der japanischen Häfen. |
| 9. Juli 1854  | 15. Juli 1854 | Nicaragua                     | Zerstörung von San Juan del Norte (Greytown, siehe Bombardierung von Greytown), nachdem der US-Botschafter von einer aufgebrachten Menge verletzt wurde und keine Entschädigung geleistet wurde. |
| 1857          | 1858          |                               | Utah-Krieg |
| 12. Apr. 1861 | 23. Juni 1865 | Nordamerika                   | Sezessionskrieg |
| April 1898    | Aug. 1898     | Kuba                          | Spanisch-Amerikanischen Krieg als Beteiligung am kubanischen Befreiungskampf, Sieg gegen Spanien, zunächst unter US-Besatzung, 1901 wurde das Platt Amendment in die Verfassung Kubas aufgenommen mit dem Recht der USA in Kuba intervenieren zu dürfen. Spanien musste u. a. Puerto Rico und Philippinen abtreten. |
| 12. Juni 1898 | 4. Juli 1902  | Philippinen                   | Die Unabhängigkeitsbewegung in Philippinen führt zum Philippinisch-Amerikanischen Krieg. Entgegen ursprünglicher Versprechungen wurde Philippinen von den USA unterworfen und stand bis 1941 und 1945/46 unter direkter US-Verwaltung.                                                                              |
| 12. Aug. 1898 | 12. Aug. 1898 | Königreich Hawaii             | Annexion des bis dahin unabhängigen pazifischen Königreiches Hawaii. |
| 10. Dez. 1898 | 10. Dez. 1898 | Puerto Rico                   | Nach dem Amerikanisch-Spanischen Krieg wird die Insel aufgrund der Niederlage Spaniens von den Vereinigten Staaten annektiert. |

### 1900 bis 1927
| Beginn        | Ende          | Region                  | Militäroperation |
| ------------- | ------------- | ----------------------- | --- |
| 18. Okt. 1899 | 7. Sep. 1901  | China                   | Im Boxeraufstand ist ein Detachement US-Marines an der Verteidigung des Botschaftsviertel in Peking beteiligt. Im Rahmen des Internationalen Expeditionskorps der Vereinigten acht Staaten zum Entsatz des Botschaftsviertels kamen auch einige Regimenter des US-Heeres zum Einsatz. |
| 23. März 1903 | 31. März 1903 | Honduras                | US-Truppen landen bei Puerto Cortez zum Schutz des US-Konsulates und der Schiffswerft während revolutionärer Unruhen. |
| 3. Nov. 1903  |               | Panama                  | Um sich die Kontrollrechte über den von den Franzosen begonnenen Kanalbau zu sichern, unterstützen die Vereinigten Staaten die Abspaltung Panamás von Kolumbien. Der 1914 fertiggestellte und 1920 offiziell in Betrieb genommene Panama-Kanal wird amerikanisches Hoheitsgebiet.     |
| 1905          |               | Dominikanische Republik | Als 1905 vier europäische Staaten wegen der drohenden Zahlungsunfähigkeit der Dominikanischen Republik Kriegsschiffe entsenden, übernehmen die USA die Zollbehörde und verringern die Auslandsschulden binnen zweier Jahre von 40 auf 17 Millionen Dollar.                            |
| 1906          | 1909          | Kuba                    | Militärinterventionen auf Kuba |
| 18. März 1907 | 8. Juni 1907  | Honduras                | Zum Schutz amerikanischer Interessen während eines Krieges zwischen Honduras und Nicaragua werden US-Truppen in Trujillo, Ceiba, Puerto Cortez, San Pedro Sula, Laguna und Choloma stationiert.                                                                                       |
| 1909          | 1925          | Nicaragua               | US-Militärintervention in Nicaragua 1909–1925 – Amerikanische Streitkräfte greifen in innenpolitische Auseinandersetzungen des Landes ein. |
| 1911          | 1925          | Honduras                | Verschiedene Interventionen sichern die Monopolstellung der in amerikanischem Eigentum befindlichen Bananenindustrie. Das Land gerät in völlige wirtschaftliche und politische Abhängigkeit von den Vereinigten Staaten.                                                              |
| 1912          | 1925          | Nicaragua               | Nicaragua wird der amerikanischen Finanz- und Militärkontrolle unterstellt. |
| 1914          | 1915          | Mexiko                  | Einmischung in innenpolitische Machtkämpfe (Protektion der Regierung Venustiano Carranzas). |
| 1915          | 1934          | Haiti                   | Amerikanische Besetzung Haitis. Verwaltung des Landes wie ein Protektorat. Nach dem Abzug der amerikanischen Truppen bleibt die amerikanische Finanzhoheit bestehen (bis 1947). |
| 18. Feb. 1916 | 18. Feb. 1916 | Nicaragua               | Die Vereinigten Staaten erzwingen das Recht auf Errichtung von Militärstützpunkten. |
| 14. März 1916 | 7. Feb. 1917  | Mexiko                  | Amerikanische Strafexpedition in Mexiko |
| 1916          | 1924          | Dominikanische Republik | Besetzung der Dominikanischen Republik. Nach der Übergabe der Regierungsverantwortung an Juan Bautista Vicini Burgos im Jahr 1922 Rückzug im 1924 (Präsident Horacio Vásquez), mit der Vereinbarung andauernder Zoll-Hoheit der USA, welche bis 1940 fortgeführt wurde.               |
| 1917          | 1919          | Europa                  | Teilnahme der American Expeditionary Forces am Ersten Weltkrieg auf Seiten der Entente gegen die Mittelmächte. |
| 1917          | 1919          | Kuba                    | Militärische Intervention auf Kuba |
| 1918          | 1920          | Russland                | Im Russischen Bürgerkrieg gemeinsame Intervention mit Briten und Franzosen an der Seite der Weißen Armee im Raum Archangelsk (Polar Bear Expedition) und gemeinsam mit den Japanern im Raum Wladiwostok (American Expeditionary Force Siberia)                                        |
| 8. Sep. 1919  | 12. Sep. 1919 | Honduras                | Militärische Intervention verhindert eine Revolution. |
| 1924          |               | Honduras                | 28. Februar bis 31. März und 10. bis 15. September 1924: Honduras – US-Truppen intervenieren zum Schutz amerikanischer Bürger und Interessen während der Unruhen im Vorfeld der Wahlen.                                                                                               |
| Sep. 1924     |               | Republik China          | US-Marines landen zum Schutz von Amerikanern und anderen Ausländern in Shanghai bei Unruhen. |
| 15. Jan. 1925 | 29. Aug. 1925 | Republik China          | Kämpfe zwischen chinesischen Gruppierungen führen wiederum zur Landung von US-Truppen in Shanghai. |
| 19. Apr. 1925 | 21. Apr. 1925 | Honduras                | US-Truppen landen bei La Ceiba während politischer Unruhen. |
| 1926          | 1933          | Nicaragua               | US-Militärintervention in Nicaragua 1926–1933, Besetzung Nicaraguas. Ihr widersetzt sich Augusto César Sandino in einem Guerillakrieg. |

### Briand-Kellogg-Pakt (1928)
Im Jahr 1928 wird auf französisch-amerikanische Initiative hin der Angriffskrieg, welcher der Einverleibung fremden Territoriums dient, durch den Briand-Kellogg-Pakt erstmals überhaupt völkerrechtlich geächtet.

### 1941 bis 1979
| Beginn        | Ende          | Region                  | Militäroperation |
| ------------- | ------------- | ----------------------- | --- |
| Dez. 1941     | 15. Aug. 1945 | weltweit                | Zweiter Weltkrieg – Die Vereinigten Staaten beteiligen sich entscheidend auf verschiedenen Kriegsschauplätzen in Europa, Afrika und Asien. Gegner sind das nationalsozialistische Deutschland, das faschistische Italien und das imperiale Kaiserreich Japan. |
| 26. Juni 1948 | 30. Sep. 1949 | West-Berlin             | Die Vereinigten Staaten und ihre Alliierten errichten eine Luftbrücke zwischen West-Berlin und Deutschland zur Versorgung der Stadt während der Berlin-Blockade durch die Sowjetunion. |
| 25. Juni 1950 | 27. Juli 1953 | Korea                   | Die Vereinigten Staaten beteiligen sich bei den Truppen der Vereinten Nationen und eilen Südkorea zu Hilfe, das durch einen Überraschungsangriff des kommunistischen Nordens in schwere Bedrängnis geraten ist. Nicht alle militärischen Aktionen sind durch die Resolution des UNO-Sicherheitsrats gedeckt.                                                                                        |
| Nov. 1956     | März 1957     | Ägypten                 | Anlässlich der Sueskrise entsenden die Vereinigten Staaten mehrere Kriegsschiffe und Flugzeugträger ins östliche Mittelmeer und zwingen Israel, das Vereinigte Königreich und Frankreich militärisch wie politisch zum Beenden ihrer militärischen Intervention am Sueskanal. |
| Juli 1958     | Okt. 1958     | Libanon                 | Die Vereinigten Staaten greifen auf Ersuchen des christlichen Staatspräsidenten Camille Chamoun in Auseinandersetzungen im Libanon ein. |
| 17. Apr. 1961 | 17. Apr. 1961 | Kuba                    | Eine von den Vereinigten Staaten ausgebildete und ausgerüstete Guerillagruppe aus Exilkubanern scheitert bei der Invasion in der Schweinebucht auf Kuba. Die Operation wird durch die amerikanische Bombardierung kubanischer Luftabwehrstellungen vorbereitet. |
| 14. Okt. 1962 | 20. Nov. 1962 | Kuba                    | Während der sogenannten Kubakrise wird gegen die Insel eine totale Blockade verhängt. |
| Mai 1964      | März 1970     | Laos                    | Laotischer Bürgerkrieg – Flugzeuge und Bodentruppen (etwa 10.000 Mann) starten Angriffe auf die Gebiete des Pathet Lao. Nach jahrelangen Kämpfen zeichnet sich jedoch keine militärische Lösung ab und die amerikanischen Interventionstruppen verlassen das Land im März 1970. |
| 1964          | 1975          | Vietnam                 | Die Vereinigten Staaten beteiligen sich massiv im Vietnamkrieg. Auf dem Höhepunkt des Krieges sind rund 550.000 amerikanische Soldaten im Einsatz. |
| Apr. 1965     | Sep. 1965     | Dominikanische Republik | Operation Power Pack – Nach dem Sturz des linksgerichteten Präsidenten Juan Bosch und der Installation einer Militärjunta entbrennt ein Bürgerkrieg. Die multinationalen Truppen unter der Führung der USA intervenieren und veranlassen Neuwahlen, aus denen Joaquín Balaguer – der zuvor 30 Jahre in Diensten der Trujillo-Diktatur (vgl. Rafael Trujillo) gestanden hat – als Sieger hervorgeht. |
| Mai 1965      |               | Kambodscha              | Die Vereinigten Staaten bombardieren Grenzdörfer entlang der vietnamesischen Grenze. Das Land wird dadurch in den Vietnam-Krieg verwickelt. |
| 1967          |               | Bolivien                | Mit Hilfe der CIA wird der kubanische Revolutionär Ernesto Che Guevara in Bolivien aufgespürt und am 9. Oktober 1967 erschossen. |
| 30. Apr. 1970 | 30. Juni 1970 | Kambodscha              | Angriff vom 30. April bis 30. Juni mit dem Ziel, den Rückzug der amerikanischen Streitkräfte aus Südvietnam sicherzustellen und das Vietnamisierungsprogramm zu unterstützen. |
| Sep. 1970     |               | Jordanien               | Im jordanischen Bürgerkrieg ergeht vom Königshaus ein Hilfegesuch und die USA entsenden Flugzeugträger und Kriegsschiffe ins östliche Mittelmeer. |
|               |               | Angola                  | Die Vereinigten Staaten unterstützen die UNITA-Rebellen in ihrem Kampf gegen die marxistisch-leninistische MPLA-Regierung. |
| 1977          | 1992          | El Salvador             | Die Vereinigten Staaten unterstützen die von ihnen eingesetzten oder gebilligten Regierungen im Kampf gegen die marxistisch-leninistische Opposition durch Waffenlieferungen und Ausbildung. |

### 1980 bis 1999
| Beginn        | Ende          | Region        | Militäroperation |
| ------------- | ------------- | ------------- | --- |
| 25. Apr. 1980 | 25. Apr. 1980 | Iran          | Die Militäraktion Operation Eagle Claw der Vereinigten Staaten zur Befreiung der amerikanischen Geiseln in der besetzten US-Botschaft in Teheran scheitert. |
| 1982          |               | Nicaragua     | Ab 1982: Contras, von Honduras aus operierende Gegner der Sandinisten in Nicaragua, erhalten militärische und logistische Hilfe seitens der USA. |
| Sep. 1983     |               | Libanon       | Die Vereinigten Staaten beteiligen sich an einer internationalen Friedenstruppe im libanesischen Bürgerkrieg. Die Intervention scheitert nach mehreren Selbstmordanschlägen und die multinationale Streitmacht verlässt den Libanon (Februar/März 1984). |
| 25. Okt. 1983 |               | Grenada       | Der linksorientierte Premierminister Maurice Bishop wird von Putschisten gestürzt und exekutiert. Die Ankündigung der neuen Regierung, eine Militärdiktatur zu errichten, veranlasst den Generalgouverneur, ein Gesuch um die militärische Intervention zu stellen, dem auch die Staaten der Organisation Ostkaribischer Staaten (OECS) folgen.                                                         |
| 14. Apr. 1986 |               | Libyen        | Als Vergeltung für libysche Terrorakte bombardieren die Vereinigten Staaten Ziele in Tripolis und Bengasi (Operation El Dorado Canyon). |
| 3. Juli 1988  | 3. Juli 1988  | Iran          | Der Flug Iran-Air-655, ein Passagierflugzeug vom Typ Airbus A300 der Iran Air, wird über der Straße von Hormus vom Lenkwaffenkreuzer Vincennes abgeschossen, welcher im Rahmen der Operation Earnest Will zum Schutz kuwaitischer Öltanker dort im Einsatz war. |
| 20. Dez. 1989 |               | Panama        | Panama wird besetzt (Operation Just Cause). Der verhaftete panamaische Machthaber, General Manuel Noriega, wird in die Vereinigten Staaten überführt, wegen Drogenhandels und Geldwäsche angeklagt und am 10. Juli 1992 zu 40 Jahren Haft verurteilt. |
| März 1990     |               | Liberia       | Ab März 1990 fand in Reaktion auf den liberianischen Bürgerkrieg die Operation Sharp Edge statt. Im August 1990 wurden 1648 Ausländer und Flüchtlinge aus der Hauptstadt Monrovia und anderen Sammelpunkten im Hinterland gerettet. Im Anschluss sorgte die Militärpräsenz für eine zeitweilige Beruhigung der Lage.                                                                                    |
| 1990          |               | Kolumbien     | Ab 1990 Im Drogenkrieg in Kolumbien unterstützen die Vereinigten Staaten paramilitärische Einheiten zur Bekämpfung kommunistischer Rebellen (FARC-EP). |
| 8. Aug. 1990  |               | Saudi-Arabien | Nach dem irakischen Überfall auf Kuwait am 2. August 1990 entsenden die Vereinigten Staaten Streitkräfte nach Saudi-Arabien zur Vorbereitung eines Angriffs auf den Irak. |
| Jan. 1991     | Feb. 1991     | Kuwait        | US-geführte Koalitionstruppen, legitimiert durch einen Beschluss des Weltsicherheitsrats der Vereinten Nationen, marschieren in Kuwait ein und beenden mit der Operation Wüstensturm die irakische Besetzung des Landes. |
| 1992          |               | Jugoslawien   | Ab 1992 Februar/März: Die NATO führt unter dem Oberbefehl der Vereinten Nationen mehrere Militäreinsätze zu Gunsten der von Serben in der Hauptstadt Sarajevo belagerten Kroaten und Bosnier in Jugoslawien nach dem Massaker von Srebrenica durch. |
| 27. Aug. 1992 |               | Irak          | Die Vereinigten Staaten errichten im Irak eine Flugverbotszone für irakische Flugzeuge nördlich des Breitengrades von 36°N und südlich von 33°N. Der Luftkrieg wird eingeschränkt bis 2002 wieder aufgenommen, vorgeblich um Saddam Hussein von Luftangriffen auf die irakischen Kurden im Norden und die Schiiten im Süden des Landes abzuhalten und einen erneuten Überfall auf Kuwait zu verhindern. |
| 9. Dez. 1992  |               | Somalia       | UN-Missionen UNITAF und UNOSOM II: Die USA entsenden auf Aufforderung des UN-Generalsekretärs und Beschluss des UN-Sicherheitsrats 28.000 Soldaten nach Somalia, um den Bürgerkrieg zu beenden (Rückzug 1994 nach blutig gescheitertem Versuch der Festnahme von General Mohammed Farah Aidid). |
| 27. Juni 1993 | 27. Juni 1993 | Irak          | Kriegsschiffe unternehmen einen Einsatz gegen den Irak und feuern 23 Marschflugkörper auf Bagdad ab. |
| Aug. 1994     | Aug. 1994     | Haiti         | Operation Uphold Democracy: US-Truppen setzen auf Druck des UN-Sicherheitsrats die Reinstallation des 1991 durch einen Militärputsch gestürzten Präsidenten Jean-Bertrand Aristide durch. Von April 1995 bis Ende 1997 stand Haiti unter einem UNO-Mandat. |
| 20. Aug. 1998 |               | Sudan         | Als Vergeltung für die Terroranschläge auf die amerikanischen Botschaften in Kenia und Tansania führen die Vereinigten Staaten einen Luftangriff auf eine angebliche Giftgasfabrik durch, die sich später als die Asch-Schifa-Arzneimittelfabrik herausstellte. |
| März 1999     | Juni 1999     | Jugoslawien   | Kosovokrieg – Die NATO führte unter dem Kommando der Vereinigten Staaten umfangreiche Bombardements gegen Ziele in Jugoslawien durch, um einen Abzug serbischer Streit- und Polizeikräfte aus dem Kosovo zu erzwingen. Nach Abschluss eines Waffenstillstands wird die Provinz Kosovo von KFOR-Truppen gesichert und eine Interims-Zivilregierung unter Verwaltung der Vereinten Nationen errichtet.    |

### Ab 2000
| Beginn        | Ende          | Region               | Militäroperation |
| ------------- | ------------- | -------------------- | --- |
| Nov. 2001     | Aug. 2021     | Afghanistan          | Operation Enduring Freedom: In der Folge der Terroranschläge islamistischer Fundamentalisten (mehrheitlich saudi-arabische Staatsbürger) in New York und Washington vom 11. September 2001 begannen die USA am 7. Oktober mit der Operation Enduring Freedom, das Talibansystem (Islamische Emirat Afghanistan) zu stürzen.                                                                           |
| ab 2001       |               | Somalia              | Operation Enduring Freedom: Die US-Marine sichert Seehandelswege um die somalischen Gewässer. |
| 20. März 2003 |               | Irak                 | Operation Iraqi Freedom: Streitkräfte einer 48 Nationen umfassenden Koalition griffen im Dritten Golfkrieg den Irak an und stürzten die Regierung von Saddam Hussein. Der Irak wurde übergangsweise als Protektorat verwaltet, im Sommer 2005 wurden Wahlen abgehalten und offiziell die Regierungsgeschäfte an die gewählte Regierung übergeben. Die amerikanischen Truppen verließen das Land 2011. |
| März 2004     |               | Haiti                | Nach dem Sturz von Präsident Jean-Bertrand Aristide entsenden die Vereinigten Staaten zur Vorbereitung einer multinationalen Übergangstruppe des Sicherheitsrats der Vereinten Nationen vorerst 50, später 200 Mann nach Haiti. |
|               |               | Somalia              | Die US-Marine bekämpft somalische Piraten im Verbund mit weiteren Marineeinheiten verschiedener Teilnehmernationen. |
| Frühjahr 2011 |               | Libyen               | Militärische Luftschläge sowie Marineeinsätze mit Marschflugkörpern gegen Libyen, um eine Flugverbotszone durchzusetzen und Militärschläge des Machthabers Muammar al-Gaddafi gegen die von den USA unterstützen Aufständischen im Land zu verhindern. |
| März 2014     |               | Uganda               | Im März trafen US-Spezialeinheiten in Uganda ein, um die Streitkräfte der Afrikanischen Union bei der Suche nach dem mutmaßlichen Kriegsverbrecher Joseph Kony zu unterstützen. |
| 2014          |               | Liberia              | Operation United Assistance: Zur Bekämpfung der Ebola-Epidemie in Westafrika errichteten US-Truppen ab September in Liberia Behandlungseinrichtungen unter der Beteiligung von 539 Soldaten. Nachdem der Präsident von 3000 Soldaten gesprochen hatte, sollen gemäß Medienberichten bis zu 4700 Soldaten in Westafrika im Einsatz stehen.                                                             |
| 2014          |               | Naher Osten          | Seit Juni 2014 führen die USA die Operation Inherent Resolve durch, um die Terrormiliz Islamischer Staat zu bekämpfen. |
| 2015          |               | Jemen                | Militärintervention im Jemen seit 2015 |
| 7. Apr. 2017  | 7. Apr. 2017  | Syrien               | Luftangriff auf den Militärflugplatz asch-Schaʿirat in Syrien. |
| 14. Apr. 2018 | 14. Apr. 2018 | Syrien               | Luftangriff auf Duma in Syrien. |
| 26. Okt. 2019 | 27. Okt. 2019 | Syrien               | Operation Kayla Mueller, Tötung von Abū Bakr al-Baghdādī, Anführer des IS |
| 2. Jan. 2020  | 2. Jan. 2020  | Irak                 | Luftangriff zur Tötung des iranischen Generals Qassem Soleimani |
| 12. Jan. 2024 | 13. Jan. 2024 | Jemen                | Raketenangriffe auf Huthi-Kräfte im Jemen 2024 als Reaktion auf Angriffe der Terrororganisation auf Schiffe im Roten Meer |
| 2. Feb. 2024  | 2. Feb. 2024  | Syrien und Nord-Irak | Vergeltungsangriff infolge 3 getöteter amerikanischer Soldaten. Es wurden 85 Ziele der iranischen Revolutionsgarden mit Präzisionsmunition angegriffen. |
| 22. Juni 2025 |               | Iran                 | Luftangriffe auf die iranischen Atomanlagen in Fordo, Natanz und Isfahan |